# Льодовики Ісландії

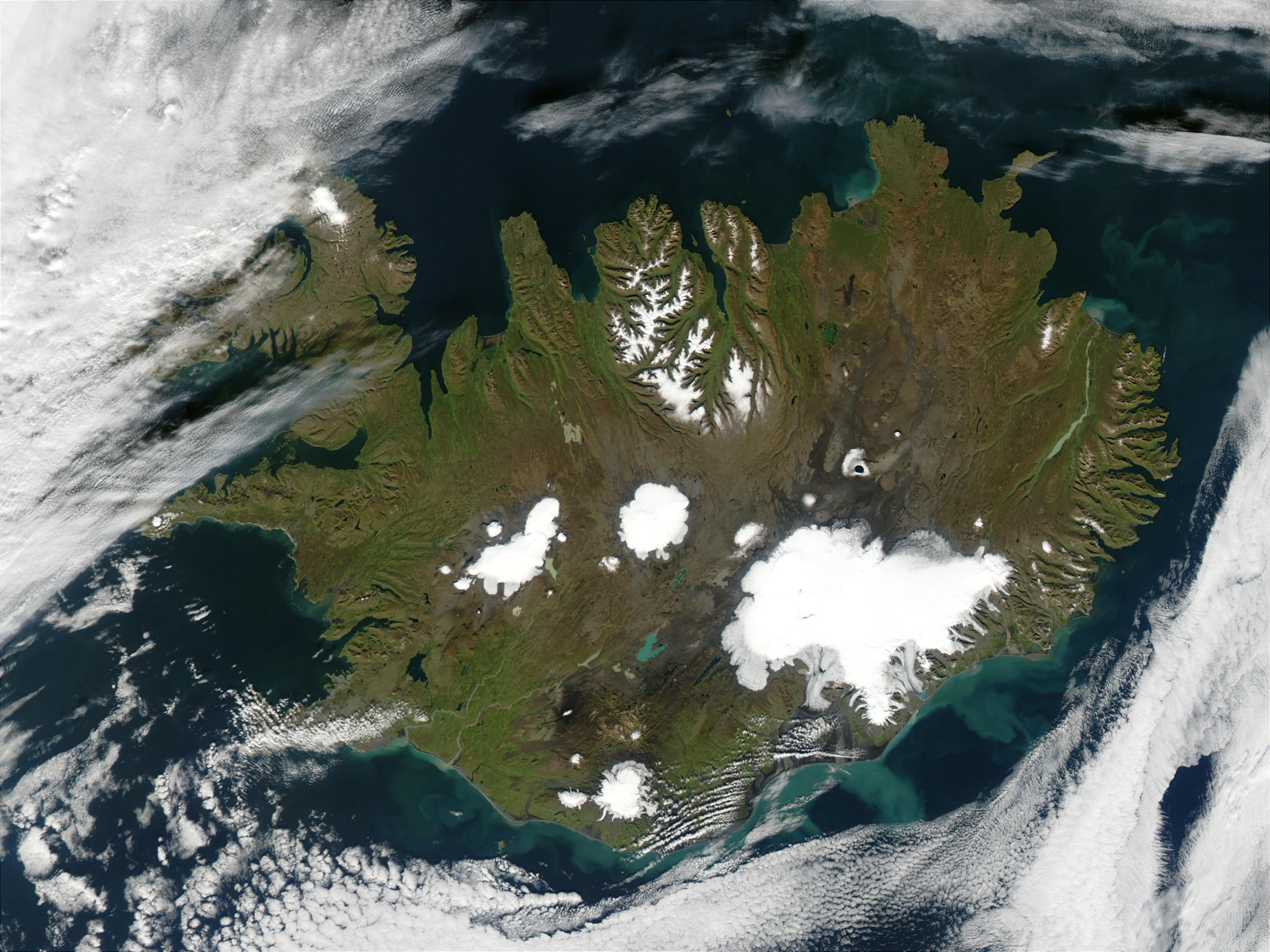
Ісляндія. Льодовики

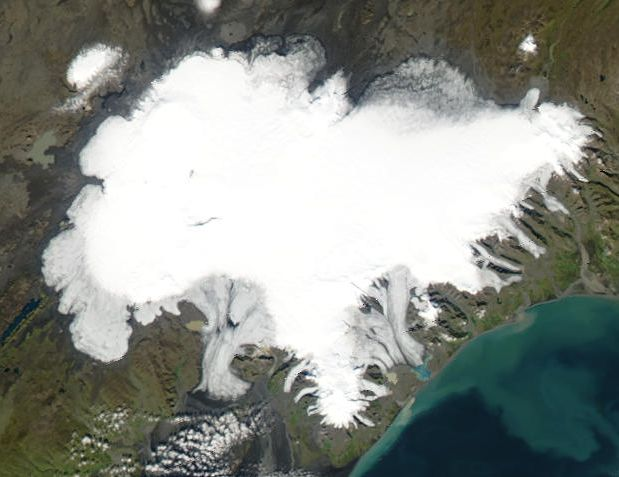
Найбільший льодовик Ісляндії — Ватнайокутль

Льодовики та льодовикові шапки Ісландії займають 11% площі суходолу країни (близько 11 400 км² від загальної площі 103,125 км²) та мають значний вплив на ландшафт та метеорологію країни. Льодовики також вносять свій внесок у економіку Ісландії: туристи прилітають до країни, аби побачити льодовики, подорожувати по них на снігоходах та пішохідних турах. Однак, недавні втрати льоду через зміни клімату викликають дедалі більшу стурбованість ісландського суспільства. 

## Назва
Традиційні назви льодовиків в Ісландії, за кількома винятками, складаються з двох слів — перше є описовою частиною, а друге —  jökull (укр. льодовик). Описова частина стосується або характерної ландшафтної особливості (більше 50% назв), річки або водотоку (20%), ферми поблизу (11%), культурної особливості (7%), форми чи розташування (5%) або людей чи персонажів народних легенд та переказів (4%).

## Опис
Льодовикова шапка — маса льодовикової криги, яка покриває менше 50 000 км² площі суші, що охоплює високогірну територію і живить висхідні льодовики. Багато ісландських льодовикових шапок і льодовиків лежать над вулканами, наприклад, Ґрімсвонт і Бардарбунґа, які лежать під найбільшою льодовиковою шапкою — Ватнайокутль. Кальдера Ґрімсвотн складає 100 км² за площею, а Бардарбунґи — 60 км². 
Коли під льодовиком відбувається вулканічна активність, то тала вода, що утворюється від цього процесу, може призвести до раптового зливу льодовикового озера, що ісландською мовою звучить, як jökulhlaup. Однак jökulhlaup найчастіше є наслідком накопичення талої води внаслідок геотермальної активності під льодовиком.  
Льодовики є достатньо помітними в географії Ісландії. Найбільші чотири льодовика представлені порожніми місцями на більшості карт адміністративного поділу Ісландії. 
Ісландія втрачає лід через зміни клімату. Okjökull у місцевості Борґарфьордур в західній Ісландії, перестав називатись льодовиком. Тепер його називають просто вулкан Ок, який втратив як суфікс ісландське слово льодовик — jökull. Для того, щоб відповідати критеріям, льодовики повинні бути досить товстими, щоб танути і рухатися під власною вагою. Цих критеріїв Okjökull більше не виконує. Okjökull є першим ісландським льодовиком, який власне втратив звання льодовика.

## Перелік льодовиків Ісландії

### Південна Ісландія
- Мірдальсйокутль (ісл. Mýrdalsjökull)
- Ейяф'ятлайокутль (ісл. Eyjafjallajökull)
- Тиндф'ятлайокутль (ісл. Tindfjallajökull)
- Торвайокутль (ісл. Torfajökull)
- Гекла (ісл. Hekla)
- Ватнайокутль (ісл. Vatnajökull)

### Західна Ісландія
- Ланґйокутль (ісл. Langjökull)
- Тоурисйокутль (ісл. Þórisjökull)
- Ейріксйокутль (ісл. Eiríksjökull)
- Грутфетль (ісл. Hrútfell)
- Ок (ісл. Ok)
- Дранґайокутль (ісл. Drangajökull)
- Ґлаума (ісл. Gláma)
- Снайфетльсйокутль (ісл. Snæfellsjökull)

### Серединна Ісландія
- Говсйокутль (ісл. Hofsjökull)
- Кедлінґарфйотль (ісл. Kerlingarfjöll)
- Тунґнафетльсйокутль (ісл. Tungnafellsjökull)

### Північна Ісландія
- Ґльювурауйокутль (ісл. Gljúfurárjökull)
- Котайокутль (ісл. Kotajökull)
- Камбсйокутль (ісл. Kambsjökull)
- Ґрімсландсйокутль (ісл. Grímslandsjökull)
- Ламбаурдальсйокутль (ісл. Lambárldalsjökull)